# Corporation of Ranson
Corporation of Ranson és una població dels Estats Units a l'estat de Virgínia de l'Oest. Segons el cens del 2000 tenia 2.951 habitants.

## Demografia
Segons el cens del 2000, Corporation of Ranson tenia 2.951 habitants, 1.208 habitatges, i 782 famílies. La densitat de població era de 1.309,6 habitants per km².
Dels 1.208 habitatges en un 32,4% hi vivien nens de menys de 18 anys, en un 40% hi vivien parelles casades, en un 19,3% dones solteres, i en un 35,2% no eren unitats familiars. En el 26,5% dels habitatges hi vivien persones soles el 8,7% de les quals corresponia a persones de 65 anys o més que vivien soles. El nombre mitjà de persones vivint en cada habitatge era de 2,44 i el nombre mitjà de persones que vivien en cada família era de 2,93.
Per edats la població es repartia de la següent manera: un 26,1% tenia menys de 18 anys, un 10,4% entre 18 i 24, un 31% entre 25 i 44, un 21,7% de 45 a 60 i un 10,8% 65 anys o més.
L'edat mediana era de 34 anys. Per cada 100 dones de 18 o més anys hi havia 85,8 homes.
La renda mediana per habitatge era de 24.485 $ i la renda mediana per família de 30.676 $. Els homes tenien una renda mediana de 26.719 $ mentre que les dones 19.559 $. La renda per capita de la població era de 12.804 $. Entorn del 20,9% de les famílies i el 25,2% de la població estaven per davall del llindar de pobresa.

## Poblacions més properes
El següent diagrama mostra les poblacions més properes.